# Murder in the First
Murder in the First é um filme americano de 1995, estrelado por Christian Slater, Kevin Bacon e Gary Oldman.

## Sinopse
Quando tinha apenas 17 anos de idade, o órfão Henry Young (Kevin Bacon) é mandado para a prisão, após ser pego roubando 5 dólares de um Posto do Correio, a fim de poder ter algo com que alimentar sua irmã mais nova, da qual foi separado, e nunca mais voltou a ver. Young é transferido para Alcatraz, de onde ele decide tentar escapar. Sua fuga, porém, acaba fracassando, em virtude da delação de um outro detento, chamado Rufus McCain.
Duramente punido, Young é sentenciado a um confinamento de três anos na solitária, além de sofrer torturas, o que acaba levando-o à beira loucura. Logo após sair da solitária, Young assassina McCain com uma colher, durante a refeição dos presos.
Levado a julgamento, sob a acusação de assassinato em primeiro grau, a defesa de Young é delegada ao recém-formado James Stamphill (Christian Slater). Tomando conhecimento da história de seu cliente, durante o julgamento, Stamphill promove em sua tese de defesa uma inversão de papéis, transformando Young em vítima de seus carcereiros em Alcatraz, e responsabilizando todo o sistema penal americano pela morte de McCain.

## Elenco
- Christian Slater... James Stamphill
- Kevin Bacon.... Henry Young
- Gary Oldman.... Milton Glenn
- Embeth Davidtz.... Mary McCasslin
- William H. Macy... D.A. William McNeil
- Stephen Tobolowsky... Mr. Henkin
- Brad Dourif.... Byron Stamphill
- R. Lee Ermey... Juiz Clawson
- Mia Kirshner... Rosetta Young (adulta)
- Stefan Gierasch .... James Humson
- Kyra Sedgwick... Blanche
- Alex Bookston... Arthur "Doc" Barker